# 3993 Šorm
3993 Šorm là một tiểu hành tinh vành đai chính với chu kỳ quỹ đạo là 1,505.5764041 ngày (4.12 năm).
Nó được phát hiện ngày 4 tháng 11 năm 1988.